# Radio Paradise 耳が恋した!
『Radio Paradise 耳が恋した！』（レディオパラダイス みみがこいした！）は、2000年4月3日からエフエム宮崎（JOY FM）で生放送されているラジオ番組である。通称『耳恋』。ファンネームは【にぎやかし】。
各時間帯に1つずつあるコーナー以外はリスナーによるメッセージ（フリーメッセージやテーマメッセージ）を紹介する時間がほとんどで、リスナー参加型番組と言える。

## 番組時間
2024年4月1日に、放送開始から25年目を迎える長寿番組。2024年4月からは毎週月曜日から木曜日の17時15分から18時55分までの約2時間の生放送となった。
なお、番組構成は、1時間ごとに区切られ、提供も異なる。

## パーソナリティ

### 現在
メインパーソナリティ
- シロー - 宮崎市出身。Youtube「濱田詩朗の、助手席空いてます。」も開設。既婚者であり、娘は濱田ここねである。テレビ番組などにも出演している。独特の声とノリの良いテンションが人気である。

アシスタント
- コレナガカオリ（月曜） - 都城市出身。無類のラジオ好きである。YouTubeチャンネルも開設している。トヨタカローラ宮崎のYouTube企画「濱田詩朗の、助手席空いてます。」内で、既婚者で2児の母であることが明かされた。
- 黒木梨澄（火曜） - 高岡町（現・宮崎市）出身。既婚者で一子の母である。七色の声を出すのが特徴である。
- 小野一絵（水曜） - 宮崎市出身。メンバー唯一の平成生まれ。酒場が好き。最近、野球にハマり、プロ野球の巨人ファンとなる。
- 加藤亮作（木曜） - 宮崎市出身。本番組の前に放送されている「夕mix〜音の旅〜」も担当。ジャンベを叩くのが趣味である。

### 過去
- 蛯原優美 2016 - 2017
- 樋口千穂 2014 - 2016
- 江藤友光子
- 小坂真由美 - 2008
- 松元みどり
- 西村あき - 2008
- 梅田美賀
- 山本円
- 村上史（当時:エフエム宮崎アナウンサー）
- 米谷奈津子（当時:エフエム宮崎アナウンサー）
- 久保雪
- 藤森皇一（まるふ）
- 永田友美
- 安藝智聡
- 藤田朋美

## 各曜日のコーナー紹介

### 月曜日
17時台
- シローの○○が好き

DJシローが気になった音楽などを紹介。
- シローの宮崎のアーティストが好き

コロナ禍で活躍の場を失ってしまった宮崎のアーティストの楽曲を流すコーナー。今でも不定期に行われている。
18時台
- 耳恋どうでもスキル発表会(仮)

 : 2025年1月6日の放送より開始予定の新コーナー。リスナー参加型コーナー。リスナーと電話をつなぎ、得意分野を披露するが駄目な場合は即切りルールとなっている

### 火曜日
17時台
- 耳恋歌道場

黒木梨澄扮するリズムちゃんが、濱田詩朗扮する詩仙人（うたせんにん）のもとへ歌のレッスンに行くというコーナー。毎週一曲をチョイスし歌う際のコツをレクチャーする。濱田氏が誕生日の回は、リズムちゃんが濱田氏に捧げるオリジナルの楽曲を披露した。
18時台
- 耳恋THEベストテン

リスナーが実在する曲のタイトルを面白おかしくいじってランキング形式で発表するコーナー。大喜利的コーナーでトップ3にはステッカー（1位・ゴールド、2位・シルバー、3位・ブラック）が進呈される。タイトルにある様に昔懐かしの某歌番組をモチーフにしており、シローは「久米ヒロシロー」、黒木は「黒柳梨澄（黒木のモノマネ付）」として登場する。2008年〜2010年頃に放送されていたコーナーをリバイバルした物である。

### 水曜日
17時台
- 珍曲探検隊

ベーシスト・時々DJでもある番組ディレクターが、面白い・癖が強い楽曲を幅広く紹介するコーナー。毎回コーナーの冒頭では「ロックスター先生のお言葉」として、数々の世界的ロックスター達が残した「名言」もとい「迷言」を紹介しており、それに対してのコメントの後にそのままコーナーに突入する為、他のコーナーとは異なりタイトルコールが無い。10月より「ロックスター先生のお言葉」から「生き物の生態」として、様々な生き物の豆知識を紹介する様になった。
18時台
- 衝撃発言!!みみんゴル

身の回りで起こった、聞いた衝撃的な出来事をゴルフの飛距離に置き換え判定するコーナー。
コーナーの最後に表彰式が行われ、飛距離順にステッカーが進呈される（1位・ゴールド、2位・シルバー、3位・ブラック）。

### 木曜日

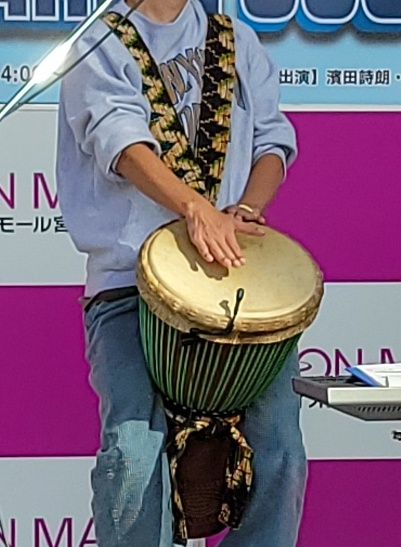
ジャンベの演奏風景

17時台
- ジャンベの達人

西アフリカの楽器ジャンベを用いて、加藤亮作が演奏し、その曲が何かを当てるコーナー、正解者の中から抽選で1人にステッカーが進呈される。
18時台
- 大喜利ですよ!

大喜利のコーナー、発表されるお題に対してリスナーが自由に回答をし、それぞれに「星3つ」「星2つ」「星1つ」「星無し」の評価がされ、星3つを獲得した作品の中からMC2人がそれぞれ選んだお気に入りの作品にゴールド、シルバーのステッカー、それ以外の作品にブラックステッカーが進呈される。

### 過去にあったコーナー
月曜日19時台
- うめたげてよ～

小学生の耳太郎くんの日記（途中より社会人の耳太郎くん）の、破れた部分には何が書いてあったかを答える大喜利的コーナー、ほとんどの場合、友達の足太郎くんがとる不思議な行動について答える形式である。秀作品「花まる回答」にはステッカーが進呈される。2023年9月25日の放送で最終回を迎えた。
水曜日18時台
- ヘイ!YOU あなたはどっち!?

小野一絵と濱田詩朗が毎週テーマに沿った楽曲を選び、どちらがそのテーマにふさわしいかを競う判コーナー。リスナーによる投票で勝敗を決める、番組の最後に投票結果が発表され、勝利した方に投票したリスナーの中から抽選で1人にステッカーが進呈される。
2023年9月27日の放送で最終回を迎えた。
月曜日19時台
- キーワード最強コロシアム

2023年10月2日の放送より始まった新コーナー。リスナーがワードファイターとなり、出されたお題から連想される一言を使って対決するコーナー。ジャージ員のシロー、コレナガ及びリスナーからのXのポストで最強のモストバル一言（MVH）を決めて行く。MVHに選ばれたものにはゴールドのステッカー、コレナガが選んだMVHにはシルバーかブラックのステッカーが進呈される。
2024年3月25日の放送で最終回を迎えた。
火曜日19時台
- 怒り研究所

リスナーが日頃の怒りを「怒り研究所」にぶつけ、爆破してもらうコーナー。
リスナーの怒りのメッセージを読む際、研究員に扮した黒木梨澄のリスナーの怒りを代弁するかの様な狂気じみたメッセージの読み方が本コーナーの名物となっており、時折シローやスタッフがその姿に笑ってしまい、進行が滞る事もある。コーナーの最後にリスナーの怒りを爆破して、焼け残ったMAXの怒り（優秀作品、1〜2作品が選ばれる）にはステッカー（色はエピソードの内容によって、シローの独断で決まる）が進呈される。
2024年3月26日の放送で最終回を迎えたが、不定期での復活予定である。
水曜日18時台
- バック・トゥ・ザ・ソングー

2023年10月4日の放送より始まった新コーナー。リスナーが過去にあったエピソードを投稿して、「そんな自分にこの一言を送ります」と共に最後の〆の言葉と共に、そのエピソードに合った曲を紹介して行く。ステッカーは内容によって、ゴールド・シルバー・ブラックが進呈される。 コーナータイトルの最後のグーがある芸人風となっている。
2024年3月27日の放送で最終回を迎えたが、不定期での復活予定である。
木曜日19時台
- 痛快成り行きラジオ風雲耳恋城

リスナー参加型コーナー。リスナーと電話をつなぎ、番組側が提示したお題に対し、5個答えることができたらコンプリートとなっている。　2024年現在、モノマネをするとステッカーがもらえる制度が導入されている。
2024年現在、唯一リスナーに逆電をかけるコーナー。
2024年3月28日の放送で最終回を迎えたが、不定期での復活予定である。
月曜日18時台
- 言霊塾

発表される「言葉」を用いて名言を作る、大喜利的コーナー。リスナーから投稿された「名言」は内容によって、シローに「幸福ダマ」「ボケダマ」「やり直し（表彰無し）」「無し」のそれぞれに分類され、コーナーの最後にそれぞれの最優秀作品にステッカーが進呈される。2024年12月30日の放送で最終回を迎えた

## アドレス読み
各曜日共通で、18時台の最初に番組メールアドレス、 FAX番号を紹介する際、アシスタントが考えたシチュエーション（小芝居）に対し、シローがアドリブで応じてアドレスを紹介するコーナーがある。
発端は、番組アシスタントに就任した直後で個性が出せていない黒木に対し、濱田が「リクエストメッセージどしどしお送りください!」の部分を毎回変えるようにと言ったこと。その後、黒木のネタが限界を迎え、徐々に上記のスタイルになっていった。そこから、様々なパーソナリティーがこのスタイルを真似していき、今に至る。リスナーからのダメ出しメッセージも定番化している。

## ラジオネームの神様
濱田扮する「ラジオネームの神様」が、「ラジオネームをつけてほしい」のような趣旨のメールが読まれると、神々しいジングルを背負って登場する。その後、超個性的なラジオネームが命名される。神様界では、下の下の存在で、他の番組で、自分が命名した名前が読まれると神様冥利に尽きるらしい。

## ステッカー
各コーナーへ送られてきたメッセージの中で特に面白かったリスナーなどに対し、番組オリジナルステッカーが送られる。ごく稀にフリーメッセージに対しても送られる事がある。
2021年5月までは小野のデザインによる、金（ゴールド）・銀（シルバー）・黒（ブラック）の3種類。2021年5月下旬からはステッカーのデザインが変更された。色は上記の3色であるが、先代より一回り小さく、横長の形に変更された。

## MVP制度
その日に読まれたメール（フリー、テーマ共に）の中で、一番感動した、面白かったメールを番組の最後に発表し、MVPに選ばれたリスナーにはブラックステッカーが贈呈される。

## 点呼
番組の最後に、番組に投稿してくれたリスナーのラジオネームをどんどん紹介していく。
この時間は、学校などでの、点呼に似ていることから、この愛称で時折、言われている。
命名は、リスナーによるもの。

## 『やっしゃがー』
『やっしゃがー』はTwitterでよく使われており、リスナー間での、番組が始まる際の挨拶のようになっている。
由来は、番組に対するふつおたで、リスナーが「番組最初のジングルで、『やっしゃがー』と言っているように聞こえる」という投稿があり、実際に確認してみたところ、空耳であるが『やっしゃがー』に聞こえるため、上記のような使われ方をされるようになった。実際には「IT'S SHOWTIME!!」と言っている。
毎日、番組最初に『やっしゃがー』をTwitterで発したリスナーには、ファーストやっしゃがーなる称号が与えられる。また、ファーストやっしゃがーは、スタッフにフォローされ、２回目になるとフォロー解除される。

## 企画
番組の中にはいくつかの企画が存在する。
- 夏ソングじゃないソング大会

毎年夏ごろに開催。リスナーがリクエストした夏ソングじゃないソングをかける企画。
- 怖い話

8月中のいずれかの放送日。
リスナーから寄せられた怖い話を紹介していく企画。
- クリスマスソングじゃないソング大会

毎年12月24日もしくは25日の放送。
読んで字のごとく、夏ソングじゃないソング大会の冬版である。
- かんではいけない耳恋

毎年番組最終日前の1週間。
番組内でパーソナリティー陣が噛んではいけないという企画。噛んでしまった場合はガキ使の如く「デデーン◯◯アウト～（◯◯は噛んでしまったパーソナリティー）」が流れる。期間中に最も噛んでしまった回数が多いパーソナリティーは、リスナーに自腹でプレゼントしなくてはならない。

## 生配信
番組公式Facebookでは、パーソナリティが番組終了後に生配信を行う。2022年9月29日を以てFacebookでの番組終了後の生配信は終了となったが、不定期ながらも同年10月20日に新設された公式Instagramにて生配信している。

## 略歴
2000年4月3日スタート。当時の放送時間は、19:00 - 19:55
2005年5月16日放送分よりイオンモール宮崎のサテライトスタジオからの公開生放送を行っていた。しかし、イオンモール宮崎の改装に伴いサテライトスタジオが閉鎖されたため、2017年6月1日放送分で終了した。以降は2017年6月5日放送分よりエフエム宮崎のFM第1スタジオからの生放送を行っている。